# 马来西亚驾驶执照
馬來西亞駕駛執照（新马地区受英文licence影响俗稱作「禮申」 〔闽南语：leh2 sin1〕〔粵拼口語：lai5 san1〕）， 是由馬來西亞陸路交通局核發的駕駛證件，允許持有者在公路上學習或駕駛機動車輛。

## 駕照類型
陸路交通局發出的駕駛執照有五種類型，分別是：
- 學習駕照（英语：L plate）是發給學習駕駛者的證件，駕駛者可以在達到法定上課時數及通過交通規則筆試後獲得有關駕照，駕駛的車輛必須在指定的車身位置懸掛白底紅字的「L」牌。[2] 學習駕照的有效期限是兩年，駕駛者必須每隔3或6個月更新駕照，費用為RM30或RM60。持有學習駕照超過兩年仍未參加駕駛考試者必須重新申請駕照。[2]駕駛機車者只可以獨自駕駛，不可载乘他人；駕駛汽車者則只能在教車員的監督下駕駛由駕校所擁有的汽車。

| 登記 | 登記 | 登記 | 登記 | 登記               | 登記               |                    |                    | 交通規則理論 （KPP，6小時） | 交通規則理論 （KPP，6小時） | 交通規則理論 （KPP，6小時） | 交通規則理論 （KPP，6小時） | 交通規則理論 （KPP，6小時） | 交通規則理論 （KPP，6小時） |                     |                     | 電腦筆試            | 電腦筆試            | 電腦筆試 | 電腦筆試 | 電腦筆試 | 電腦筆試 |          |          | L        | L        | L | L | L | L |   |   | 駕駛测试 （16小時） | 駕駛测试 （16小時） | 駕駛测试 （16小時） | 駕駛测试 （16小時） | 駕駛测试 （16小時） | 駕駛测试 （16小時） |          |          |          |          |
| 登記 | 登記 | 登記 | 登記 | 登記               | 登記               |                    |                    | 交通規則理論 （KPP，6小時） | 交通規則理論 （KPP，6小時） | 交通規則理論 （KPP，6小時） | 交通規則理論 （KPP，6小時） | 交通規則理論 （KPP，6小時） | 交通規則理論 （KPP，6小時） |                     |                     | 電腦筆試            | 電腦筆試            | 電腦筆試 | 電腦筆試 | 電腦筆試 | 電腦筆試 |          |          | L        | L        | L | L | L | L |   |   | 駕駛测试 （16小時） | 駕駛测试 （16小時） | 駕駛测试 （16小時） | 駕駛测试 （16小時） | 駕駛测试 （16小時） | 駕駛测试 （16小時） |          |          |          |          |
|      |      |      |      |                    |                    |                    |                    |                             |                             |                             |                             |                             |                             |                     |                     |                     |                     |          |          |          |          |          |          |          |          |   |   |   |   |   |   |                     |                     |                     |                     |                     |                     |          |          |          |          |
|      |      |      |      |                    |                    |                    |                    |                             |                             |                             |                             |                             |                             |                     |                     |                     |                     |          |          |          |          |          |          |          |          |   |   |   |   |   |   |                     |                     |                     |                     |                     |                     |          |          |          |          |
|      |      |      |      | 實習 （每天4小時） | 實習 （每天4小時） | 實習 （每天4小時） | 實習 （每天4小時） | 實習 （每天4小時）          | 實習 （每天4小時）          |                             |                             | 預試 （QTI，2小時）         | 預試 （QTI，2小時）         | 預試 （QTI，2小時） | 預試 （QTI，2小時） | 預試 （QTI，2小時） | 預試 （QTI，2小時） |          |          | 駕駛考試 | 駕駛考試 | 駕駛考試 | 駕駛考試 | 駕駛考試 | 駕駛考試 |   |   | P | P | P | P | P                   | P                   |                     |                     | 合格執照            | 合格執照            | 合格執照 | 合格執照 | 合格執照 | 合格執照 |
|      |      |      |      | 實習 （每天4小時） | 實習 （每天4小時） | 實習 （每天4小時） | 實習 （每天4小時） | 實習 （每天4小時）          | 實習 （每天4小時）          |                             |                             | 預試 （QTI，2小時）         | 預試 （QTI，2小時）         | 預試 （QTI，2小時） | 預試 （QTI，2小時） | 預試 （QTI，2小時） | 預試 （QTI，2小時） |          |          | 駕駛考試 | 駕駛考試 | 駕駛考試 | 駕駛考試 | 駕駛考試 | 駕駛考試 |   |   | P | P | P | P | P                   | P                   |                     |                     | 合格執照            | 合格執照            | 合格執照 | 合格執照 | 合格執照 | 合格執照 |

- 暫準駕照（Probationary Driving Licence, PDL）是發給新手駕駛者的證件，駕駛的車輛必須在指定的車身位置懸掛「P」牌。持有暫準駕照的駕駛者有20點記分，違反交通規則的駕駛者視違規程度扣除分數，扣滿20分者將被吊銷駕駛執照。[3][4] 新手持有暫準駕照滿两年可以更換爲合格駕照，在一年限期內未有更換者必須重新考取駕照。[3]

- 合格駕照（Competent Driving Licence, CDL）是發給合格駕駛者的證件，持有暫準駕照滿兩年後可以獲得有關駕照。持有合格駕照的駕駛者有20點記分，違反交通規則的駕駛者視違規程度扣除分數，扣滿20分者將被吊銷駕駛執照。[4] 合格駕駛者必須每隔1、2、3、5或10年更新駕照，駕照到期滿三年未有更新者必須重新考取駕照。[5]

- 職業駕照（Vocational Driving Licence, VDL）是發給職業駕駛者的證件，駕駛者必須年滿21歲並持有合格的駕駛執照。[6]

| 貨車駕照（） | 不超過3.5噸的貨車 | 年滿21歲並持有「D」等級的合格駕照，通過7小時理論及筆試                      |
| 貨車駕照（） | 3.5噸以上的貨車   | 年滿21歲並持有「E」等級的合格駕照，通過7小時理論及筆試                      |
| 公車駕照（） | 德士              | 年滿21歲並持有「D」等級的合格駕照，通過9小時理論、筆試、5小時實習及駕駛考試 |
| 公車駕照（） | 巴士              | 年滿21歲並持有「E」等級的合格駕照，通過7小時理論、筆試、8小時實習及駕駛考試 |
| 跟車員（）   | 跟車員（）        | 年滿18歲，通過6小時理論及筆試                                               |

- 國際駕照（International Driving Permit, IDP）是發給跨國駕駛者的證件，駕駛者必須持有合格的駕駛執照，有效期限是一年。[7]

- 學習駕照。學習駕照。
- 暫準駕照。暫準駕照。
- 合格駕照。合格駕照。
- 職業駕照。

## 車輛等級
以下是馬來西亞駕駛執照列明可以駕駛的車輛類型，首次申請者必須通過交通規則理論和電腦筆試，然後考取「A」、「B」、「C」或「D」等級的車輛；合格駕駛者（並非吊銷駕駛執照的情況下）再次申請駕駛其他等級的車輛時，可以跳過交通規則理論和電腦筆試的過程。
| 車輛等級 | 類型                                            | 駕駛要求                                        |
| -------- | ----------------------------------------------- | ----------------------------------------------- |
| A        | 淨重不超過450公斤的傷殘人士車輛（摩托車）       | 年滿16歲                                        |
| A1       | 淨重不超過3,500公斤的傷殘人士車輛（機動汽車）   | 年滿17歲                                        |
| B        | 總排氣量500毫升以上的摩托車                     | 年滿16歲                                        |
| B1       | 總排氣量不超過500毫升的摩托車                   | 年滿16歲                                        |
| B2       | 總排氣量不超過250毫升的摩托車                   | 年滿16歲                                        |
| C        | 機動三輪車                                      | 年滿16歲                                        |
| D        | 淨重不超過3,500公斤的機動汽車                   | 年滿17歲                                        |
| DA       | 淨重不超過3,500公斤的無離合器機動汽車           | 年滿17歲                                        |
| E        | 淨重超過7,500公斤的重型機動汽車                 | 年滿21歲並持有「D」等級的合格駕照（不少於一年） |
| E1       | 淨重不超過7,500公斤的重型機動汽車               | 年滿21歲並持有「D」等級的合格駕照（不少於一年） |
| E2       | 淨重不超過5,000公斤的重型機動汽車               | 年滿21歲並持有「D」等級的合格駕照（不少於一年） |
| F        | 淨重不超過5,000公斤的輕型拖車或拖拉機（輪式）   | 年滿21歲                                        |
| G        | 淨重不超過5,000公斤的輕型拖車或拖拉機（履帶式） | 年滿21歲                                        |
| H        | 淨重超過5,000公斤的重型拖車或拖拉機（輪式）     | 年滿21歲                                        |
| I        | 淨重超過5,000公斤的重型拖車或拖拉機（履帶式）   | 年滿21歲                                        |
| M        | 法庭判刑                                        | 嚴重違反交通規則者                              |

## 商用车驾照
商用车驾照是职业司机必须考取的执照，分为载货和载客的商用车驾照，俗称为“手牌”执照。驾驶者获取商用车驾照之前，必须持有相关车辆等级的合格驾照。
| 商用车驾照                        | 职业司机               |
| --------------------------------- | ---------------------- |
| GDL D: BTM ≤ 3500kg (Ringan)      | 轻型货车司机           |
| GDL E: BTM > 7500kg (Berat Kejur) | 重型货车司机           |
| GDL E: BTM > 7500kg (Bersendi)    | 挂接车司机（俗称拖格） |
| PSV Teksi/E-Hailing (D)           | 德士或电召车司机       |
| PSV Van/Bas Mini (D)              | 小巴司机               |
| PSV Bas (E)                       | 大巴司机               |

## 目前的“D”驾考系统
马来西亚政府规定驾驶人士取得驾照前必须经过考驾程序，驾照由陆路交通局发出，陆路交通局负责考车和批准驾照，学车是由各别驾驶学院所负责。
目前驾考过程是由陆路交通局官员所负责的。分成2个部分，首先需讲解及检查汽车的零件功能与场内测式。如：上坡（hill）、侧位泊车（side parking）、三部转弯（three point turn）、“S”字形紧急弯路和“Z”字形危险弯路。第二部分是正式上路考试。若顺利及格，将可以获得P驾照。如果其中一部分失败，只需再重考其中一部分 。
全国考车自动化系统还在实验阶段，落实后考车步骤将更改。

## 全国考车自动化系统
全球卫星定位系统于2012年就被引入马来西亚。2018年7月3日，新山成功驾驶训练中心有限公司加入此系统以便落实时任交通部长陆兆福所宣布的全国考车自动化系统以及杜绝考驾照行贿的文化。该系统以3D影像画面，360度全面侦测考生在考场的驾驶情况，考车结果全由系统鉴定，并提高考车过程效率。驾照考试分为3项，笔试，上斜坡和停车等以及上路考试。使用装有该系统的车辆练习驾考或进行模拟考时，系统会即时精准地告知犯错的部份。对考试成绩不满意的考生，可上诉要求重播驾考时的画面，最终结果将依据系统显示的画面定夺，并避免了因人为判断误差影响考试成绩，目前此系统先在柔佛州测试。其驾考步骤为：在车上的读卡器上插入大马卡，并输入指纹，以鉴定考生身份。之后束紧安全带，调整座位、望后镜、车侧镜。进行每项驾考项目时，系统将即时告知考生是否通过该项目。系统也同时透过无线对接实时传送整体考试结果到监控中心的电脑系统。完成考试后，考生必须把车子开往原地，并在中心内再次扫描指纹，领取成绩。2024年3月5日，时任交通部长陆兆福宣布，经过试验证明其可行性后，该部将在全国落实自动化考车系统（e-testing）。驾驶学院将有6年缓冲期，将系统改为自动化，而2030年开始将全面采用电子考车。该部目前尚未强制考生选择电子考车，考生仍可选择在考官陪同下进行考试。

## 另見
- 馬來西亞身份證
- 馬來西亞護照
- 馬來西亞車輛號牌

## 外部連結
- 馬來西亞陸路交通局 （页面存档备份，存于）